# Institut portugais de la mer et de l'atmosphère
L’Institut portugais de la mer et de l'atmosphère,,, (portugais : Instituto Português do Mar e da Atmosfera), abrégé IPMA, est le service national météorologique, sismique et océanographique du Portugal. Fondé en 1946 sous le nom de Service météorologique national, il prend son nom actuel en 2012 lorsque sa mission s'est étendu aux pêcheries et à l'océanographie lors d'un regroupement d'agences gouvernementales.
C'est un établissement public intégré dans l'administration indirecte de l’État, doté de l'autonomie administrative et financière et ses propres actifs. L'IPMA est une composante du ministère de la mer, sous la supervision et la tutelle de son ministre.

## Histoire
Les plus anciennes observations météorologiques connues au Portugal furent enregistrées par Tomas Hebender sur l'île de Madère entre 1747 et 1753. À la fin du XIXe siècle, plusieurs ministères du gouvernement portugais avaient des services météorologiques pour leurs besoins propres. Le développement de l'aviation après la Première Guerre mondiale a mené à sept services météorologiques portugais : sur le continent, les Açores et Madère et trois dans les colonies. Pour simplifier, leur fusion a donné naissance au Service national de météorologie le 3 octobre 1946 qui s'est vu attribuées un rôle pour la météorologie maritime, de la météorologie aéronautique, la météorologie agricole et l'étude du climat.
Il est rebaptisé plus tard Instituto Nacional de Meteorologia e Geofísica (Institut national de météorologie et de géophysique). En 1993, il est devenu Instituto de Meteorologia (Institut de météorologie), puis IPMA en 2012. Les domaines d'action du Service national ont été élargis avec le temps pour répondre aux différents secteurs socio-économiques, d'où le changement de nom.

## Mission
Les orientations stratégiques et la définition d'objectifs et le suivi de leur mise en œuvre déterminés par les membres du gouvernement chargés de la mer et de la science. L'IPMA est responsable des recherches et prévisions dans les domaines touchant à la mer et à l'atmosphère : prévision publique, prévision à l'aviation, relevés sismiques, climatologie et géomagnétisme. Il concentre ses efforts sur la recherche d'une information pour l'amélioration des informations destinées au public et au commerce, en particulier dans celles visant à protéger les personnes et les biens.
Les champs de responsabilité et de recherche sont :
- Changement climatique ;
- Télédétection ;
- Évaluation des risques environnementaux ;
- Système d'alertes aux tsunamis ;
- Évaluation et prévision de l'état de l’environnement ;
- Études stocks et gérance des pêcheries ;
- Amélioration des technologies en aquaculture ;
- Développement et exploration de nouveaux produits et technologies environnementales.

Le service fait partie de l'Organisation météorologique mondiale (OMM), d'EUMETSAT et du Centre européen pour les prévisions météorologiques à moyen terme (CEPMMT), ainsi que la coopération régionale avec ses homologues européens, notamment ECOMET et EUMETNET. Il coopère aussi avec l'Organisation de l'aviation civile internationale (OACI).

## Bureaux
En plus du quartier général de Lisbonne, l'IPMA maintient des bureaux à : Algés, aux Açores, à Madère, à Matosinhos, à Olhão et à Tavira avec un complément d'instruments météorologiques, sismiques et autres.

### Radars
Le Portugal compte trois radars météorologiques. En Octobre 2015, l'IPMA a commencé une mise à niveau en installant la double polarisation au radar de d'Arouca/Pico Gralheiro. Ce changement permet grâce à une chaîne de traitement relativement complexe, d'identifier et de distinguer la nature des différents types de signaux détectés par le radar, dont le type de précipitations.